# Gisela Arendt

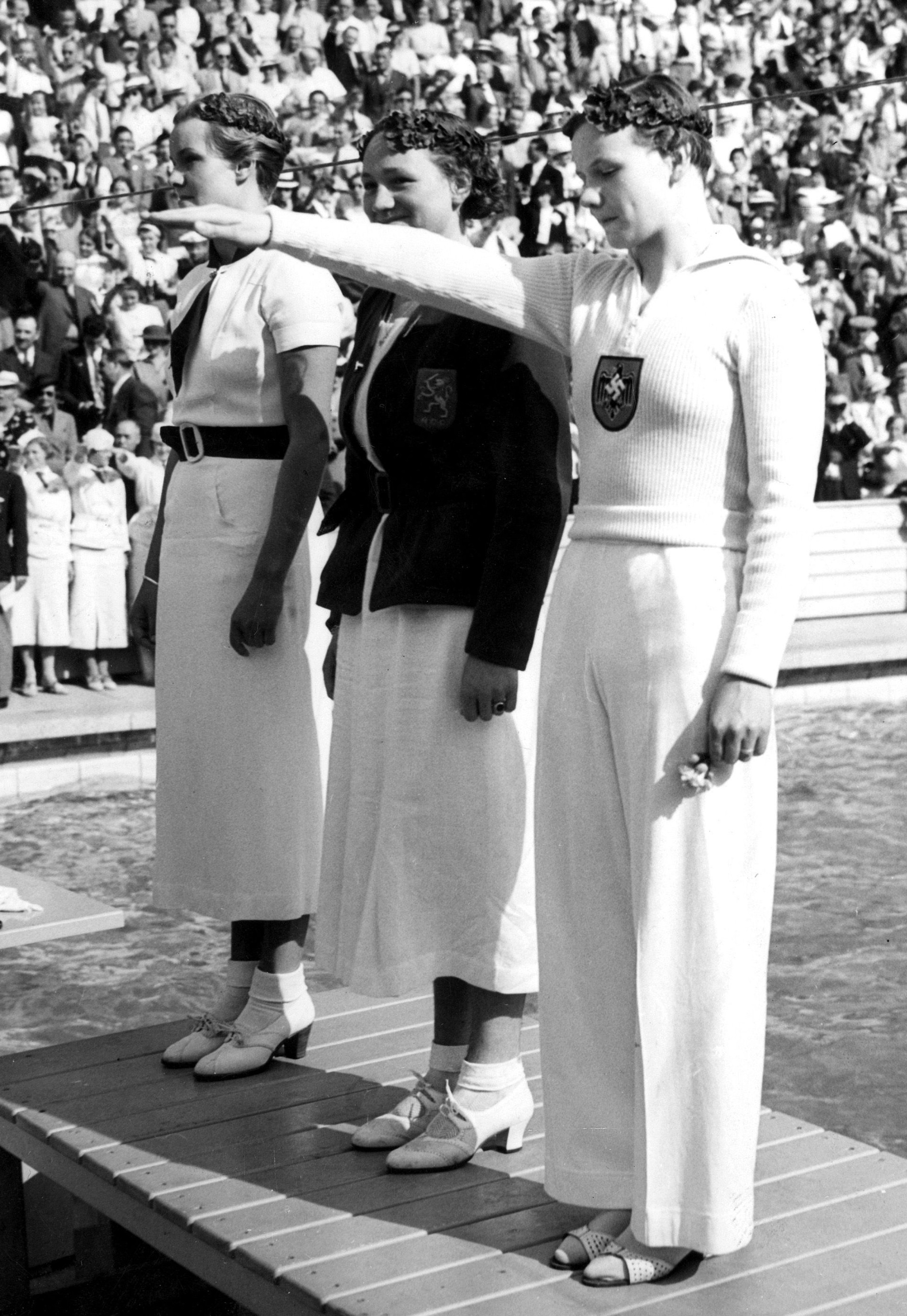
Gisela Arendt (rechts, beim Hitlergruß) am Podium bei den Olympischen Spielen 1936

Gisela Klara Johanna Antoinette Arendt, nach Heirat Gisela Jacob, (* 5. November 1918 in Berlin-Wilmersdorf; † 16. Februar 1969 in Bonn) war eine deutsche Schwimmerin, die bei den Olympischen Spielen 1936 zwei Medaillen gewann.
Gisela Arendt schwamm bis zum Zweiten Weltkrieg für Nixe Charlottenburg, nach dem Krieg trat sie als Gisela Jacob für die Schwimm- und Sportfreunde Bonn 1905 an. Ihr Bruder Heinz Arendt wurde bei den Olympischen Spielen 1936 Siebter über 1500 Meter Freistil, ihr Sohn Rainer Jacob belegte 1972 mit der 4-mal-100-Meter-Freistilstaffel den sechsten Platz.
Von 1933 bis 1937 gewann sie fünfmal in Folge die Deutsche Meisterschaft im 100-Meter-Freistilschwimmen. Bei den Schwimmeuropameisterschaften 1934 in Magdeburg belegte sie über 100 Meter Rücken den zweiten Platz hinter der Niederländerin Hendrika Mastenbroek. Über 100 Meter Freistil erreichte Arendt den dritten Platz hinter Willy den Ouden und Mastenbroek. Mit der 4-mal-100-Meter-Freistilstaffel in der Besetzung Ruth Halbsguth, Ingrid Ohliger, Hilde Salbert und Gisela Arendt gewann sie die Silbermedaille hinter den Niederländerinnen. Bei den Olympischen Spielen 1936 unterlag Arendt im Rennen über 100 Meter Freistil nicht nur Mastenbroek, sondern auch der Argentinierin Jeanette Campbell. Die Freistilstaffel mit Ruth Halbsguth, Leni Lohmar, Ingeborg Schmitz und Gisela Arendt gewann Silber hinter den Niederländerinnen. 1939 gewann Gisela Arendt ihren sechsten Deutschen Meistertitel über 100 Meter Freistil.
Nach dem Krieg und nach der Geburt von Rainer Jacob konnte Gisela Jacob 1949 nach zehn Jahren Pause noch einmal den Deutschen Meistertitel gewinnen. Bei den Olympischen Spielen 1952 erreichte Gisela Jacob mit der Staffel das Finale und belegte den siebten Platz.